# Кавказский конусохвост
Кавказский конусохвост, или коноцерк кавказский (лат. Euconocercus caucasicus) — вид кузнечиков рода Euconocercus из подсемейства Phaneropterinae. Дагестан, Армения.

## Описание
Длина тела 15-18 мм. Основная окраска одноцветная тёмно-бурая. Тело сплющенное с боков. Надкрылья укороченные (2-3 мм), яйцеклад до 8 мм.